# Plip la planète rectangle

Plip la planète rectangle est un album de bande dessinée pour la jeunesse.
- Scénario et dessins : Michel Pirus

## Publication

### Éditeurs
- Delcourt (Collection Jeunesse) : première édition (1995).